# 形式社会学
形式社会学（Formale Soziologie, Formal Sociology）とは、複数の人間の関わりあう様式（形式）を研究する特殊科学として、ドイツの哲学者・社会学者ゲオルク・ジンメルが提唱した社会学上の立場である。

## 成立の背景
初期ジンメルが形式社会学を提唱することになった背景は、オーギュスト・コント以来の総合社会学が、学問としての独自性を確立することなく、すべての学問を包み込む総合科学としての立場を強調していたことに対して、社会学以外の専門分野からの批判を強く受けていたことが挙げられる。つまり、社会学は他の学問分野をつなぎ合わせただけで実体がないという批判を受けていたのである。
19世紀後半より資本主義社会の複雑化・高度化が進んでいく中で、学問もそれに伴って専門化の傾向が顕著となってきており、そのような状況にあって初期の総合社会学は時代遅れの学問とみなされるようになってきていた。

## 特殊科学としての社会学の提唱
このような背景にあってジンメルは、他の学問にはない社会学独自の研究対象を模索する中で、人間相互の関係の形式（社会化の形式あるいは心的相互作用）に注目し、これを社会学が扱うべき対象であると考えるようになった。
社会化の形式あるいは心的相互作用とは、人間が目的や意図をもって他者と関わる行為のあり方のことであり、具体的には、愛情による親密な関係、憎悪に基づく敵対関係、社会的地位によって結ばれる上下関係などが挙げられる。これに対して、政治、法律、経済、宗教、芸術などは「内容」から分類された学問分野だとして、「形式」の観点からそれらに横断線を引く学問として社会学を位置づけた。
- ジンメルによる対象の分類
  - 社会化の形式（社会学独自の対象）：上位と下位、競争（闘争）、支配と服従、模倣、分業、協同、党派形成、秘密など
  - 内容（そのほかの学問の対象）：政治・法律・経済・宗教・芸術・言語など

また、ジンメルは、社会化の形式における純粋型を想定し、それに社交（Geselligkeit）なる概念を当てた。ジンメルの社交論は近年、再評価が進んでいる。

## 形式社会学の位置づけ
ジンメルの後期の著作を読み解くと、生の哲学と形式社会学とが緊密なつながりを有していることがわかる。生の哲学者でもあったジンメルにとって、人間存在の唯一究極的な原理である「生」の本質は、一方で生が現前する自分自身を絶えず超えていくという「自己超越性」とともに、他方でその生が自分に対立する「形式」を通してでなければ己を表現することができないという「自己疎外性」に求められる。
そして、創造的な生は、社会制度や芸術作品、科学的認識といった形式を作り出し、一方で生それ自体はその形式を乗り越えていくものの、形式はその母たる生とは自律的な動きをもつ。そして、ここにジンメルの言うところの「文化の悲劇」が生まれる。すなわち、形式が客観的独立性をもち、それが生を囲い込み枠づける生活形式となる。この傾向が頂点に達するのが、貨幣経済の完全な浸透がみられる近代社会である（『貨幣の哲学』）。近代人はもはや客観的な生活形式を内的に消化することができなくなり、生の手段が生の目的となる。そこに、生と形式をめぐる完全な「軸の転回」が出現するとジンメルは診断する（『現代文化の葛藤』）。
当初ジンメルは、特殊科学としての社会学の確立を目的として形式社会学を提唱したが、晩年に著した『社会学の根本問題』（1917）において、一般社会学、特殊社会学（形式社会学）、哲学的社会学という3つ分野から成る、より大きな社会学の体系を構想するようになったのである。しかし、その中心となる分野はあくまで形式社会学であり、彼が残した研究実績は形式社会学の方法論に基づいたものである。

## 学説史上の意義
形式社会学において、歴史社会的な具体的内容が捨象され、ミクロな社会化の形式に焦点が当てられたことで、後々の社会学理論の有力なパラダイムとなった社会的交換理論や闘争理論、シンボリック相互作用論の祖型を生み出すこととなった。